# 科勒尔
科勒尔、科勒（Kohler）可以指：

## 人物
- 尤尔根·科勒尔（德語：Jürgen Kohler，1965年10月6日－），德國足球教練和前足球運動員
- 卡拉·科勒（英語：Kara Kohler，1991年1月20日－），美國女賽艇運動員

|  | 本页或本分段罗列了姓氏为「科勒尔」的人物。 如果是一个指代特定个人的内链将您引导到本页，請考慮修正該人物的名字以將链接指向正確的條目。 |